# Vorstendom Gorodets
Het vorstendom Gorodets (Russisch: Городецкое княжество, Gorodetskoje knjazjestvo) was een van de feodale vorstendommen van Noordoost-Rusland van de 13e eeuw met als hoofdstad de stad Gorodets aan de Wolga. Naast Gorodets omvatte het vorstendom Nizjni Novgorod en waarschijnlijk Oenzja.
Bekende kroniekbronnen laten niet toe om de exacte datum van de stichting van het vorstendom vast te stellen. Volgens de historicus B. M. Poedalova gebeurde dit tussen 1263 en 1282. Het eerste bericht over het vorstendom dateert uit 1282. Andrej Aleksandrovitsj wordt de vorst, hoogstwaarschijnlijk volgens de wil van zijn vader, de vorst van Vladimir Alexander Nevski. Na de dood van Andrej Aleksandrovitsj in 1304 is het lot van het vorstendom moeilijk te traceren.
Volgens een van de versies kwam het vorstendom Gorodets (of in ieder geval een aanzienlijk deel ervan, de stad Nizjni Novgorod) onder de heerschappij van de opvolger van Andrej aan het hof van de grootvorst, Michaël van Tver. Volgens een andere versie ging het vorstendom Gorodets naar Michail, de zoon van Andrej Aleksandrovitsj, en na zijn dood naar de Soezdalse afstammelingen van Andrej Jaroslavitsj.
Na 1305 bevatten de beschikbare kroniekbronnen geen enkele vermelding van de Gorodetse vorsten. In 1311 werd Gorodets bezet door Boris Danilovitsj. Dmitri Michailovitsj met de Verschrikkelijke Ogen ging tegen hem in, maar werd in Vladimir tegengehouden door metropoliet Peter. 
Hoogstwaarschijnlijk keerde het vorstendom in de periode tussen 1305 en 1311 terug naar de grootvorst van Vladimir. In ieder geval werd het in 1328 samen met Vladimir door Özbeg Khan overgedragen aan de Soezdalse vorst Aleksandr Vasiljevitsj, en in 1331 aan de Moskouse vorst Ivan Kalita. In 1341 werd het gescheiden van Vladimir, en in 1350 overgedragen aan de Soezdalse vorst, die de hoofdstad van het vorstendom naar Nizjni Novgorod verplaatste.